# Erreway
Erreway es una banda de pop rock argentina fundada en 2002 en Buenos Aires, Argentina, surgida a partir de la exitosa telenovela juvenil Rebelde Way creada por Cris Morena. La banda estuvo compuesta originalmente por los actores, Camila Bordonaba, Benjamín Rojas, Felipe Colombo y Luisana Lopilato. La serie fue emitida y exportada con éxito a más de 50 países y traducida a más de 10 idiomas, logrando un gran éxito internacional, "Rebelde Way" es considerada la telenovela latina más exitosa en Oriente Medio , además de ser una de las telenovelas adolescente más exitosas de todos los tiempos.
Erreway ha vendido más de 17 millones de álbumes, discos, DVDs, consiguiendo reiteradas ocasiones múltiples discos de oro y platino, convirtiéndose en uno de los grupos  con mayores ventas en la historia de la música habla hispana .
En 2024 a través de redes sociales se anunció el regreso de la banda a los escenarios después de 18 años de separación y anunciaron que Benjamín Rojas y Felipe Colombo, además del regreso de Camila Bordonaba, se unirían en 2025 con una gira mundial bajo el nombre de Juntos Otra Vez Tour. Luisana Lopilato no será parte del reencuentro debido a otros proyectos.

## Integrantes
| Actor            | Fecha de Nacimiento     | Lugar de Nacimiento                 | Nacionalidad |
| ---------------- | ----------------------- | ----------------------------------- | ------------ |
| Felipe Colombo   | 8 de enero de 1983      | Ciudad de México, México            | México       |
| Camila Bordonaba | 4 de septiembre de 1984 | El Palomar, Buenos Aires, Argentina | Argentina    |
| Benjamín Rojas   | 16 de abril de 1985     | La Plata, Buenos Aires, Argentina   | Argentina    |
| Luisana Lopilato | 18 de mayo de 1987      | Ciudad de Buenos Aires, Argentina   | Argentina    |

Músicos de la banda
- Silvio Furmanski (guitarra)
- Laura Corazzina (bajo)
- Luis Burgio (batería)
- Gustavo Novello (teclados)
- Florencia Ciarlo (coros)
- Willie Lorenzo (coros, guitarra y entrenador vocal de Erreway)

## Biografía

### 2002: Inicios ySeñales
Erreway nace en el año 2002 siendo un proyecto paralelo con la exitosa serie juvenil Rebelde Way creada por la productora Cris Morena. La banda formada por Camila Bordonaba, Benjamín Rojas, Felipe Colombo y Luisana Lopilato también tenía su propia historia dentro de Rebelde Way y sus canciones componían la banda sonora de la serie. 

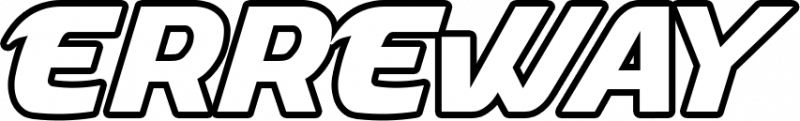
Logo de Erreway

El 29 de julio de 2002, se lanzó el álbum debut del grupo, titulado Señales, que incluyó 12 canciones compuestas por Cris Morena y Rocky Nilson. El disco fue distribuido como parte del proyecto multimedia de Rebelde Way y contó con cinco sencillos promocionales, entre ellos su sencillo principal «Sweet Baby», que fue un éxito en las listas musicales, se convirtió en el número 1 en MTV Argentina y Los 40 Principales, además tuvo una fuerte rotación en todas las radios y canales de música. Los otros sencillos del álbum fueron «Bonita de Más», «Resistiré», «Inmortal» y «Será porque te quiero». El álbum alcanzó el primer puesto en la lista de ventas CAPIF en Argentina y obtuvo certificaciones de oro y platino tras vender más de 80.000 copias en su primera semana. Posteriormente, "Señales" fue certificado como quíntuple disco de platino en el país por superar las 300.000 copias vendidas, además se convirtió en el tercer álbum más vendido del año en el país, y se estima que sus ventas internacionales superaron los 2.5 millones copias de unidades.
El nombre “Erreway” surgió a partir de una abreviación hecha por MTV para la difusión del video musical “Sweet Baby”. Debido a que el nombre completo “Rebelde Way” resultaba extenso para su gráfica, el canal optó por presentar al grupo como “R.Way”, pronunciado fonéticamente como “Erreway”, este nombre los daría a conocer al público como banda.
El 11 de agosto de 2002, Erreway realizó su primera presentación pública en el Abasto shopping de Buenos Aires ante una multitud de más de 15.000 personas, donde recibió en vivo los galardones de disco de oro y platino por sus ventas iniciales. "Señales" se ubicó entre los álbumes más vendidos del año en Argentina.
El 20 de septiembre del mismo año, el grupo inició una serie de 15 funciones con entradas agotadas en el Teatro Gran Rex de Buenos Aires, en el marco del espectáculo musical «Rebelde Way: El Show». Debido a la alta demanda por parte del público, se añadieron nuevas funciones hasta el 17 de noviembre. En total, se vendieron más de 190.000 entradas durante este ciclo de presentaciones.
A comienzos de 2003, Erreway inició su primera gira nacional e internacional bajo el nombre «Tour Señales», que concluyó en abril de ese año con una serie de presentaciones en América Latina y Oriente Medio

### 2003: Transición éxito internacional yTiempo
Erreway comienza a grabar su segundo álbum de estudio, Tiempo, lanzado el 15 de abril de 2003 cuyos temas compondrían la banda sonora de la segunda temporada de Rebelde Way. El álbum alcanzó el puesto número #1 en el ranking de álbumes de Argentina y fue certificado como triple disco de platino por la   
CAPIF, tras vender más de 120.000 copias en el país. El disco vendió aproximadamente 2.2 millones copias a nivel mundial. El álbum se compone por 12 temas que contó con cuatro sencillos promocionales entre ellos el sencillo principal, «Tiempo», y los otros sencillos incluyen «Para cosas buenas», «Vas a salvarte» y «Será de Dios» que fueron grandes éxitos en las listas y radios, y conto con una adaptación del tema «Vamos al ruedo» de Los Abuelos de la Nada. 
Tras finalizar las grabaciones del disco Señales, el grupo Erreway viajó junto al elenco de la serie Rebelde Way a Israel. Durante su visita, ofrecieron una serie de conciertos en la ciudad de Tel Aviv, donde presentaron su primer álbum y el sencillo «Tiempo», perteneciente a su segundo trabajo discográfico.
Las presentaciones se realizaron en el Nokia Arena, con una capacidad de aproximadamente 12.000 personas por función. Originalmente se habían planificado 20 shows, pero debido a la alta demanda del público se agregaron fechas adicionales, alcanzando un total estimado de más de 150.000 entradas vendidas.
La llegada del grupo generó un gran interés por parte del público local y los medios de comunicación. Diversos reportes de prensa, incluyendo cobertura internacional como la de la cadena CNN, documentaron la llegada del grupo al aeropuerto y la recepción por parte de sus seguidores. Durante su estadía, se registraron multitudes en las inmediaciones de los hoteles y lugares de alojamiento, lo que derivó en modificaciones logísticas por razones de seguridad.
Además de los conciertos, Erreway participó en conferencias de prensa y programas de televisión israelíes, donde interpretaron algunos de sus temas musicales. En varias de estas presentaciones, contaron con la colaboración de otros miembros del elenco de Rebelde Way, quienes participaron como coristas y bailarines. Estas actividades reflejaron el impacto que la serie y la banda tuvieron en el público israelí durante ese período. El éxito de la banda y de la serie, tanto en Israel como en Grecia e Egipto y también en otros países de Oriente Próximo, tomó por sorpresa tanto a los responsables como a los miembros de Erreway, pues notaban que habían roto la barrera del idioma.
El 15 de abril de 2003 se lanzó el disco Tiempo con una edición limitada del disco con un diseño especial y la edición sencilla. El álbum se convirtió triple disco de platino en Argentina y fue uno de los álbumes más vendidos en el país. El 12 de junio de 2003 Erreway viaja a Estados Unidos hasta Miami para abrir con su actuación la gala de premios INTE, recibiendo el galardón como mejor programa juvenil de 2002 y dando también un show en la ciudad con éxito.
Tras el lanzamiento de su segundo álbum de estudio Tiempo, el grupo Erreway inició una gira internacional titulada Tour Nuestro Tiempo, que tuvo como objetivo promocionar el nuevo material discográfico. La gira incluyó más de 40 conciertos todas con entradas agotadas en países como Argentina, Uruguay, Paraguay, Perú, Ecuador, República Dominicana e Israel. En Argentina, la banda se presentó en escenarios destacados como el Estadio Obras Sanitarias y el Teatro Gran Rex, realizando múltiples funciones. La gira también tuvo paradas en otras ciudades del interior del país y en importantes recintos de América Latina. Las presentaciones se caracterizaron por una alta concurrencia de público juvenil, y en varias localidades se reportó la venta total de las entradas.
En Israel, donde la banda ya había adquirido notoriedad por sus visitas anteriores, los conciertos nuevamente atrajeron a una gran cantidad de asistentes, lo que reafirmó la popularidad de Rebelde Way y de Erreway en ese país.

### 2004-2005:Memoria,4 caminosy salida de Luisana
Tras terminar la gira por Argentina y Latinoamérica «Tour Nuestro Tiempo» presentado su último disco Tiempo, Erreway viaja nuevamente a Israel para tocar las canciones de sus disco Señales y Tiempo. Además, durante la gira, presentan el primer sencillo titulado «Memoria», de su tercer disco del mismo nombre, que comenzaban a grabar en Argentina. La banda, junto con elenco de la serie, realizó 12 shows en el Estadio Nokia Sport Center, al igual que en el Tour Israel 2003, ante más de 12.000 personas, la gira por Israel vendió más de 120.000 entradas.
Luego de esto, los chicos de Erreway comienzan a grabar la película Erreway: 4 caminos, en Argentina en las localidades del norte argentino, con la que ponen punto final a la serie Rebelde Way. La avant-première de la película "Erreway, cuatro caminos" se realizó el 30 de junio de 2004 en las 16 salas del cine Showcenter de norte de Buenos Aires, con más de 3 mil espectadores. La película también tuvo un estreno simultáneo en tres salas del Shopping Montevideo. La película tuvo su estreno en los cines de argentina en 1 de julio de 2004 y pasó su primer fin de semana de estreno con una buena afluencia de público. La película fue un éxito de taquilla, recaudando más de $41.7 millones de dólares y siendo vista por más de 8.8 millones de espectadores en cines. En su primer fin de semana en todo el país convocó a más de 45 mil personas, en tanto que en Rosario sus números superaron los más de 4.000 espectadores en el mismo lapso, y se ubicó como una de las más vistas en el país, superando a películas taquilleras internacionales del momento. Al presentar la película en la premier "Cuatro Caminos", dan un pequeño concierto interpretando sus nuevos temas del nuevo álbum. Mientras tanto, continúan grabando su último disco, en el que se incluye la banda sonora de dicha película. Erreway publica su disco Memoria el 4 de julio de 2004, tras el estreno de "Erreway: 4 caminos", El álbum debutó en el número 1 en la lista de éxitos de CAPIF Argentina en 2004. La canción principal "Memoria" del álbum también logró alcanzar el primer puesto en el Billboard chart argentino, y supero las 100.000 ejemplares y obtuvo el disco triple platino por Cámara Argentina de Productores de Fonogramas y Videogramas, solo en Sudamérica el álbum vendió más de 500.000 copias. Ese mismo año el grupo se presenta en el canal CM para una entrevista y dar un pequeño concierto interpretando sus mejores éxitos de los tres discos.
Paralelamente, los chicos se embarcan en una nueva gira titulada "Tour de despedida de Erreway" presentado su nuevo disco, con la que recorren nuevamente Israel, Argentina,y Latinoamérica. Con el fin de la gira, cada uno de los integrantes de Erreway comienza un nuevo proyecto por separado. 
Erreway realizó su primera gira sin Luisana Lopilato en 2005, lo que dio lugar a que Camila Bordonaba cantara sus líneas. Lopilato faltó oficialmente a la gira porque las fechas coincidían con el rodaje de su telenovela Casados con Hijos. Poco después, se anunció que Lopilato había abandonado la banda. «No tenía tiempo para la gira por culpa del trabajo. Le dije a nuestro productor que podía ir a la próxima gira, pero obviamente no se lo comunicó a Camila, Benjamín y Felipe. Así, todo el mundo piensa que dejé la banda. Pero, ahora, puedo decirles que no volveré a Erreway, aunque quién sabe qué será en el futuro», declaró Lopilato para una entrevista para Bravo.

### 2006-2007: Reencuentro y Separación definitiva
En 2006 se publica en España, gracias al gran apogeo de la serie Rebelde Way en este país, el primer recopilatorio de Erreway titulado El disco de Rebelde Way, donde se incluyen los temas de la serie y sus videoclips. Tras dos semanas a la venta Erreway consigue el Disco de Oro tras superar las 40.000 copias vendidas gracias a este álbum posicionando en el N°1 en las listas de España Promusicae. En solo un año el grupo ha vendido más de 100.000 discos en España. En julio de este mismo año, después de un gran periodo de tiempo separados Camila y Felipe viajan hasta España para promocionar la serie y sus productos, y ofrecer varias firmas de discos. Coincidiendo con su visita se publican en España sus dos primeros discos Señales y Tiempo, más tarde el álbum fue certificado como disco de triple platino tras superar sus 180.000 copias.
El 19 de septiembre se publica en España el CD+DVD Erreway en Concierto, el segundo recopilatorio de Erreway, donde se incluye uno de los conciertos que la banda realizó en Israel en el año 2003 presentando su disco Señales y Tiempo, interpretados por Bordonaba, Lopilato, Rojas y Colombo.
Con motivo del éxito conseguido en España, Erreway comienza a ensayar para volver a los escenarios con su primera gira en España en diciembre de ese mismo año titulado Erreway: Gira de España que fue un éxito logrando agotar y vender todas sus entradas en tiempo record y obligando a agregar fechas adicionales por la alta demanda por parte del público
El 19 de junio de 2007 se publica el Erreway: Box Set con todo el material de Erreway publicado en España. Un día después de la publicación la banda viaja a España para promocionar este producto. En esta visita Erreway da un concierto en Valencia en el evento Happy Sunny Day, realizado por la marca de bebida Sunny Delight. Se anuncia que la banda publicará un nuevo disco únicamente para España titulado Vuelvo, donde se incluirán temas del disco Memoria junto a nuevos temas; también comunican que en septiembre de ese mismo año una nueva gira por varias ciudades de España.
Durante los siguientes meses se termina la grabación del disco Vuelvo, aunque por diversos motivos este disco no llega a salir al mercado. También la gira programada se aplaza, pero al final se acaba cancelando. A finales de 2007 Erreway comunica su separación definitiva.

### 2017:Grandes Éxitos
El 7 de julio de 2017, Cris Morena publicó en todas las plataformas digitales, el tercer recopilatorio de la banda titulado Grandes Éxitos, que incluye 17 hits de Erreway, pertenecientes a sus tres discos, interpretados por Bordonaba, Colombo, Lopilato y Rojas. El disco aún no sido publicado en formato físico.

### 2021:Vuelvo
El 9 de diciembre de 2020 se anunció finalmente que el disco inédito Vuelvo, grabado por Rojas, Colombo y Bordonaba en el 2007, verá la luz en 2021. Con un tráiler publicado en las redes sociales de Cris Morena, se escucha por primera vez de manera oficial el primer corte que lleva el título del álbum, Vuelvo. Finalmente, se anuncia que el álbum será lanzado el 27 de mayo de 2021 por todas las plataformas digitales, siendo este mismo, el día en el que se cumplen diecinueve años de la transmisión del primer capítulo de la telenovela Rebelde Way en la televisión argentina.  Cris Morena anuncia los 19 días de rebelde, en el que lanza fotos, shows e inéditos en celebración por los 19 años de Rebelde Way.
El 27 de mayo, se lanza el primer sencillo del álbum "Vuelvo" por todas las plataformas digitales. El sencillo se publicó en YouTube con un video oficial, un recopilado de las escenas de la serie.
El 4 de junio se publica el segundo corte llamado "Vamos al Cielo". El tema fue usado para la banda sonora de la serie Jake y Blake, en una versión interpretada por Rojas únicamente. El tema original contiene los coros de Colombo y Bordonaba.
Finalmente, el 18 de junio de 2021 se publicó el álbum en plataformas digitales.

### 2024: Regreso y Juntos Otra Vez Tour
El 23 de noviembre de 2024, se publica a través de las redes sociales de Cris Morena y de dos de los integrantes de la banda, Benjamín Rojas y Felipe Colombo, un video protagonizado por estos dos, y titulado "Soy quien soy por nuestra historia...". En dicho video, se puede ver a Rojas en una camioneta yendo a buscar a Colombo, quien luego se sube con equipos de sonido y una caja de instrumentos. Luego de una horas de viaje, llegan hacia una casa, en donde tocan la puerta y les abre una persona cuya identidad es desconocida, y que se revelará el día 25 de noviembre. Dicho día se presentó la continuidad del primer video, en donde se ve el regreso público de Camila Bordonaba tras años de haberse alejado del mundo espectáculo. En dicha filmación se ve como ella sube a la camioneta con sus compañeros y se presenta el Juntos Otra Vez Tour, que hasta el día de hoy cuenta con presentaciones en Ecuador, Perú, Uruguay, Chile, España, Grecia e Italia.
Hasta el momento, se han confirmado 6 show agotados para Argentina, que se realizará en el Movistar Arena desde 29 de agosto hasta el 17 de septiembre.

## Erreway: 4 caminos
Erreway: 4 caminos es la primera película que lanzaron después de terminar la serie Rebelde Way dirigida por Ezequiel Crupnicoff y el guion de Lily Ann Martín y Solange Keoleyan sobre una idea de Cris Morena, la estrenaron en Argentina el 1 de julio de 2004. Al presentar su película, luego dieron un pequeño concierto los 4 para promocionar la película y su tercer disco Memoria.
La película fue protagonizado por Bordonaba, Colombo, Lopilato y Rojas, con la participación especial de Rolly Serrano y Claudio Rissi.  
El amor y la amistad son los protagonistas de esta historia en la que, 4 adolescentes con su música, un mánager más irresponsable que ellos, un gallo y una bebé recién nacida, atraviesan rutas argentinas en un viaje enloquecido para poder alcanzar su sueño. 
La película se rodó en el noroeste argentino, concretamente en las provincias de Salta, Jujuy y Tucumán.

## Giras musicales
- Tour Señales (2002 - 2003)
- Tour Nuestro Tiempo (2003 - 2004)
- Tour de despedida de Erreway (2004)
- Erreway: Gira de España (2006)
- Juntos Otra Vez Tour (2025)

## Discografía
Erreway publicó tres trabajos discográficos en 2002, 2003, 2004 y 2021 con el sello de Sony Music, luego en España se publicó dos discos recopilatorios y un pack con todo el contenido de Erreway con el sello de Warner Music Spain:
| Álbumes de estudio - 2002: Señales - 2003: Tiempo - 2004: Memoria - 2021: Vuelvo Álbumes en directo - 2006: Erreway en concierto Recopilaciones - 2006: El disco de Rebelde Way - 2007: Box Set - 2017: Grandes éxitos DVD - 2004: Erreway en Israel - 2004: Erreway: Los mejores 11 videoclips - 2006: Erreway: Los videoclips - 2006: Erreway en concierto | Sencillos - Sweet Baby - Dos segundos - Bonita de más - Resistiré - Inmortal - Amor de engaño - Será porque te quiero - Rebelde Way - Tiempo - Será de Dios - Para cosas buenas - Que estés - Te soñé - Vas a salvarte - Memoria - Solo sé - De aquí, de allá - Bandera blanca - Vivo como vivo - Que se siente - Dije adiós - Asignatura pendiente - Pretty Boy - Vamos al cielo |

## Legado

### Significado
Erreway fue una banda que dejó una huella significativa en la Cultura popular latinoamericana de principios de los años 2000. Surgida en 2002 como parte de la exitosa telenovela juvenil Rebelde Way, creada Cris Morena se convirtió en una de sus producciones más exitosas, vendidas y populares de todos los tiempos dejando una huella que hasta la actualidad futuras generaciones sigue descubriéndolos, la banda que estuvo integrada por Luisana Lopilato, Benjamín Rojas, Camila Bordonaba y Felipe Colombo quienes además eran protagonistas de la serie.
Más allá del éxito televisivo, Erreway se consolidó como un fenómeno musical independiente, vendiendo 2 millones de discos en América Latina, Europa, Asia y otros territorios. Con tres álbumes de estudio Señales (2002), Tiempo (2003) y Memoria (2004), así como una película Erreway: 4 caminos y múltiples giras internacionales, el grupo marcó a una generación de niños y adolescentes de todo el mundo con letras juveniles, mensajes de rebeldía y búsqueda de identidad.
El legado de Erreway se manifiesta en su influencia sobre bandas juveniles posteriores, el impacto duradero de Rebelde Way como formato exportado y adaptado, y la vigencia nostálgica de su música entre fans de diversas edades. A pesar de su disolución en 2004, el grupo es recordado como un Ícono del pop argentino de los 2000.
Los miembros de Erreway continuaron sus carreras artísticas por separado, desarrollándose en el ámbito de la actuación, la música y otros proyectos personales. Sin embargo, su paso por la banda dejó una marca indeleble en la memoria colectiva de quienes crecieron con su música y los acompañaron en su corta pero intensa trayectoria.
En 2024 Billboard sacó una lista de las "100 mejores canciones de telenovelas" y Rebelde Way se posicionó en el puesto número #55, por su impacto y relevancia en la cultura de las telenovelas de Latinoamérica.

## Día internacional
EWI principal difusor de la banda decidió conmemorar a los cuatro integrantes con un día especial. El día elegido fue el 8 de octubre ya que la idea principal de este proyecto fue por EWI Uruguay, y fue ese día cuando Erreway inició su última gira internacional en dicho país.

## Remakesy versiones
La serie tiene 6 remakes oficiales en países como India, México, Portugal, Chile y Brasil. Netflix reversionó la serie creando una nueva historia con nuevos personajes. 
- 2004-2008 — RBD
- 2005-2007 — Remix Gang
- 2008-2009 — RBL
- 2009-2010 — CRZ
- 2011-2013 — Rebeldes
- 2022 — Rebelde